# Graciela Figueroa
Graciela Figueroa (15 de enero de 1944, en Montevideo, Uruguay) es una bailarina, coreógrafa y terapeuta uruguaya.

## Reseña biográfica
Empezó a bailar desde niña integrando el grupo Danza Libre de Cámara, bajo la dirección de la profesora Elsa Vallarino, desempeñándose como bailarina, actriz, coreógrafa y directora. En 1961, fundó el grupo de teatro y performance Teatro Uno junto a Alberto Restuccia. 
En 1965 obtuvo una beca Fulbright a través de la cual realizó estudios superiores en Danza contemporánea en Nueva York en la Julliard School of Dance and Music y en la Lucas Hoving Dance Company hasta 1970. En este período fue intérprete de la Twyla Tharp Dance Company, dirigida por la reconocida coreógrafa estadounidense Twyla Tharp. En 1970 regresó a Montevideo y fundó el Grupo de Danza de Montevideo. En 1971, la artista junto al grupo que dirigía se trasladó a Santiago de Chile, contratada por el Ballet Nacional Chileno.
En 1975 se instaló en Río de Janeiro, donde fundó el grupo de danza contemporánea Coringa y dirigió varios espectáculos teatrales. Ha dirigido además al elenco de la Comedia Nacional en Uruguay y al Ballet del Sodre en Montevideo.
En 1990 regresó a Montevideo, donde reside desde entonces. En esta etapa fundó el Espacio de Desarrollo Armónico, integrante de Río Abierto Internacional, centro para el desarrollo integral que combina el trabajo en artes escénicas y el trabajo terapéutico para el desarrollo del potencial humano.
Ha sido premiada por la fundación Guggenheim con la Fellowship de América Latina y por la fundación Banco de Boston como Maestra de todos los tiempos en danza. El Teatro Solís la nombró Patrimonio Cultural Vivo y fue reconocida como Ciudadana Ilustre de la ciudad de Montevideo.
En 2009 se realizó en Montevideo la Temporada Anual de la Danza Graciela Figueroa, en reconocimiento a su carrera. 
Pertenece al Consejo Uruguayo de la Danza de la UNESCO en calidad de vocal, es embajadora de la paz, directora de la asociación española Río Abierto y presidenta de la Fundación por la Paz Graciela Figueroa.
En 2019 su obra fue incluida, junto con la obra de Teresa Trujillo y de Teresa Vila, dentro del eje Cuerpos políticos. Mujeres artistas uruguayas de los sesenta, que formó parte de la exposición Intersticios. Cuerpos políticos, estrategias conceptualistas y experimentalismos cinematográficos, realizada en el Centro Cultural de España en Montevideo, curada por Elisa Pérez Buchelli, May Puchet y Ángela López Ruiz, con la coordinación de Guillermo Zabaleta.
En las últimas décadas, ha desarrollado una terapia a partir del movimiento y la danza, e imparte cursos de formación y talleres en distintos puntos del planeta.

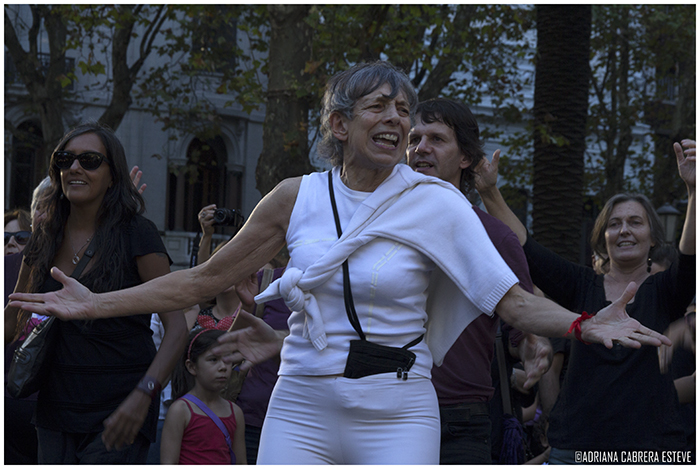
Graciela Figueroa en el 8M 2017

## Distinciones
- Beca Guggenheim[10]
- Beca Fulbright[11]
- Maestra de todos los tiempos[12]
- Ciudadana Ilustre de la ciudad de Montevideo[13]
- Medalla Delmira Agustini[14]
- Premio 2025 a la Trayectoria en Danza[15]